# Episodi di Doc - Nelle tue mani (terza stagione)
La terza stagione della serie televisiva Doc - Nelle tue mani, composta da 16 episodi, è stata trasmessa in prima visione su Rai 1 dall'11 gennaio al 7 marzo 2024. I primi due episodi sono stati proiettati in anteprima nelle sale italiane della UCI Cinemas il 18 e il 19 dicembre 2023 e pubblicati su RaiPlay il 9 gennaio 2024.
| nº | Titolo                  | Prima TV         |
| -- | ----------------------- | ---------------- |
| 1  | Risvegli                | 11 gennaio 2024  |
| 2  | Lasciar andare          | 11 gennaio 2024  |
| 3  | Perfetta                | 18 gennaio 2024  |
| 4  | Sogni                   | 18 gennaio 2024  |
| 5  | Il beneficio del dubbio | 25 gennaio 2024  |
| 6  | La vela                 | 25 gennaio 2024  |
| 7  | Fantasmi                | 1º febbraio 2024 |
| 8  | Salto nel buio          | 1º febbraio 2024 |
| 9  | Evitarsi                | 15 febbraio 2024 |
| 10 | Il fattore umano        | 15 febbraio 2024 |
| 11 | Lontani                 | 22 febbraio 2024 |
| 12 | La scossa               | 22 febbraio 2024 |
| 13 | Legàmi                  | 29 febbraio 2024 |
| 14 | Vivere                  | 29 febbraio 2024 |
| 15 | Quello che si deve fare | 7 marzo 2024     |
| 16 | Liberi                  | 7 marzo 2024     |

## Risvegli
- Diretto da: Jan Maria Michelini
- Soggetto e sceneggiatura di: Francesco Arlanch

### Trama
2010. Andrea affronta il suo primo giorno da primario. Viene ricoverata Agnese, che si ritiene abbia tentato il suicidio dopo la morte di Mattia; tuttavia Andrea non crede a questa ipotesi e invece sospetta che la moglie abbia avuto un malore. Lorenzo e Giulia le fanno un ecotorace dove fuoriesce un versamento pleurico. Andrea capisce che la causa di ciò è l'amianto: infatti il padre della moglie lavorava al cantiere navale di Monfalcone, e questo ha causato ad Agnese una carcinoma del polmone al primo stadio.
Oggi. Andrea torna ad essere primario e insieme ad un paziente, Camillo, costruisce un orto sulla terrazza del policlinico. Riccardo, che dopo la morte di Alba aveva lasciato il policlinico, fa ritorno in reparto e si prepara per l'ultimo anno di specializzazione, dove gli vengono affidati i nuovi specializzandi: Martina, Federico e Lin. Giulia presenta domanda per diventare primario in altri ospedali, ma inizialmente decide di non dire nulla ad Andrea. Viene ricoverato Roberto, un giovane ragazzo che dopo il suicidio di una compagna di classe ha deciso di lasciare la scuola sentendosi in colpa per non averla aiutata in tempo, il quale accusa un dolore all'addome; gli viene fatta la risonanza che esclude un'appendicite. Andrea capisce che i dolori sono dovuti all'agopuntura eseguita in maniera non certificata da un'amica della madre. Nel suo studio, Andrea ascolta un vinile dedicato a Mattia e ha un ricordo.
- Altri interpreti: Gianpiero Alighiero Borgia (padre di Roberto), Arianna Scommegna (direttrice sanitaria Marabini), Alessandro Bedetti (Roberto), Laura Anzani (madre di Roberto), Silvia Mazzieri (Alba Patrizi), Sarah Galmuzzi (Daria Carelli), Raffaele Esposito (Marco Sardoni), Gianmarco Saurino (Lorenzo Lazzarini), Diego Ribon (Alberto Bramante).
- Ascolti: telespettatori 5 428 000 – share 25,23%.[5]

## Lasciar andare
- Diretto da: Jan Maria Michelini
- Soggetto e sceneggiatura di: Viola Rispoli

### Trama
Dopo il ricordo, Enrico propone ad Andrea di riprendere la stimolazione magnetica transcranica interrotta tre anni prima. Agnese non sembra contenta che l'ex marito possa riottenere i suoi ricordi e ne parla con Davide, il quale le dice che ormai tutto ruota intorno a lui, compreso il fatto che lei è tornata a fare la direttrice sanitaria.
In reparto viene ricoverato per astenia e diplopia Leonardo Ferri, apparentemente affetto da un forte stress emotivo. Mentre lo stanno rianimando, Riccardo ha un attacco di panico perché ripensa alle morti di Lorenzo, Alba e di Fabrizia Martelli, madre di Alba. Arriva in reparto anche l'anziana Giada, che viene subito visitata da Martina e Federico, alla quale erano stati prescritti un numero eccessivo di farmaci.
Giulia si fa aiutare da Cecilia Tedeschi con la domanda per diventare primario, ribadendo che la sua scelta non è dovuta dal fatto che Andrea si sia dimenticata di lei e della loro storia. Nel frattempo, Andrea cerca di velocizzare il processo per recuperare la memoria e ha due falsi ricordi: uno su Carolina che si sente male, e un altro su Alberto Bramante, suo ex professore di università, e Agnese. 
Giulia e Damiano riprendono a frequentarsi, e quest'ultimo è preoccupato che lei possa allontanarsi da quando c'è la possibilità che Andrea recuperi la memoria, ma lei lo tranquillizza dicendogli che ormai la loro storia appartiene al passato. Riccardo va a casa di Giorgio Patrizi, padre di Alba, per prendersi cura di lui dato che soffre di diabete mellito di tipo 1. Mentre è al bar con Enrico, Andrea incontra una donna che fa parte del suo passato.
- Altri interpreti: Luigi Di Fiore (Giorgio Patrizi, padre di Alba), Federico Tocci (Leonardo Ferri), Mimmo Mignemi (Renato, marito di Giada), Ilaria Genatiempo (Fabiana, moglie di Leonardo), Lucia Ricalzone (Giada Manni), Arianna Scommegna (direttrice sanitaria Marabini), Simone Gandolfo (Davide), Beatrice Grannò (Carolina Fanti), Lucia Ceracchi (ex collega di Andrea), Liyu Jin (madre di Lin), Pepe Lin (Yu, sorella di Lin), Lara Chiodini (Sara Ferri), Emanuel Iacono (fidanzato della sorella di Lin), Diego Ribon (Alberto Bramante), Pierdante Piccioni (primario), Alice Arcuri (Cecilia Tedeschi).
- Ascolti: telespettatori 4 807 000 – share 29,11%.[5]

## Perfetta
- Diretto da: Jan Maria Michelini
- Soggetto di: Silvia Leuzzi
- Sceneggiatura di: Silvia Leuzzi e Francesco Arlanch

### Trama
Doc scava alla ricerca di nuovi ricordi e, ora che ha finalmente incontrato la sua “vela”, ha una pista chiara da seguire. Al suo fianco c’è Giulia che, oltre ai problemi di Andrea e a una direttrice d’orchestra appena ricoverata, deve però pensare anche alla sua carriera. Nel frattempo, in reparto finisce anche un famoso travel blogger, che viene affidato alle cure di Federico. Un incontro che rischia di creare più di qualche problema.
- Altri interpreti: Francesca Ziggiotti (Beatrice), Simone Baldassari (Emanuele), Sofia Taglioni (Mara Caronte), Alice Silvestrini (Elena), Barbascura X (Diego Bollini), Diego Ribon (Alberto Bramante), Alice Arcuri (Cecilia Tedeschi).
- Ascolti: telespettatori 4 860 000 – share 22,88%.[7]

## Sogni
- Diretto da: Jan Maria Michelini
- Soggetto e sceneggiatura di: Edoardo A. Gino

### Trama
Mentre viene ricoverato un panettiere con strani sintomi, la ricerca della memoria di Doc arriva a un punto morto. Forse però Andrea ha trovato una nuova “vela”: il concorso di cori in onore di Mattia che si terrà a breve. E così, mentre lui cerca di convincere Agnese ad accompagnarlo, in reparto Federico finisce sotto pressione e Riccardo si trova ad affrontare un caso che lo manda in crisi e spinge al limite il suo rapporto con Martina.
- Altri interpreti: Luigi Di Fiore (Giorgio Patrizi, padre di Alba), Beniamino Brogi (Matteo Maggi), Federico Marignetti (Bernardo Maggi), Mila Vanzini (Gina), Sarah Galmuzzi (Daria Carelli), Francesca Osso (assistente di Matteo), Alice Silvestrini (Elena), Lucia Ceracchi (ex collega di Andrea), Irma Ticozzelli (Laura Tempesti), Arianna Scommegna (direttrice sanitaria Marabini), Beatrice Grannò (Carolina Fanti).
- Ascolti: telespettatori 4 581 000 – share 27,53%.[7]

## Il beneficio del dubbio
- Diretto da: Nicola Abbatangelo
- Soggetto e sceneggiatura di: Francesco Arlanch

### Trama
Dopo un nuovo ricordo, Andrea fatica a credere a quello che la sua memoria sembra suggerirgli, al punto da chiedere a Enrico di sospendere la terapia. Anche in reparto la situazione non è certo tranquilla perché, oltre a Rita, una giovane ragazza che rifiuta la chemioterapia, Andrea e la sua squadra si trovano a doversi occupare del caso di una paziente che conoscono fin troppo bene.
- Altri interpreti: Federica Girardello (Elisabetta), Roberta Filannino (fidanzata di Samuele), Luigi Di Fiore (Giorgio Patrizi, padre di Alba), Vittoria Gallione (figlia di Teresa), Caterina Bussa D'Amico Montalto (figlia di Teresa), Maria Vittoria Dallasta (figlia di Teresa), Lucia Ceracchi (ex collega di Andrea), Pia Lanciotti (Fabrizia Martelli), Silvia Mazzieri (Alba Patrizi), Sarah Galmuzzi (Daria Carelli), Lorenzo De Moor (Samuele Cesconi), Pauline Fanton (Rita), Luigi Imola (Antonio, addetto per il rifornimento farmaci), Angelo Libri (Emilio, padre di Rita), Arianna Scommegna (direttrice sanitaria Marabini), Diego Ribon (Alberto Bramante), Pierdante Piccioni (primario), Alice Arcuri (Cecilia Tedeschi).
- Ascolti: telespettatori 5 422 000 – share 26,29%.[8]

## La vela
- Diretto da: Nicola Abbatangelo
- Soggetto e sceneggiatura di: Viola Rispoli

### Trama
2019. Viene ricoverata una giovane paziente per dispnea che viene seguita da Gabriel e Azzurra, una specializzanda che sostituisce Elisa mentre questa è a New York per una borsa di studio. Andrea è fuori dall'ospedale con la macchina in panne e gli viene offerto un passaggio da Giulia, che segue il consiglio di Lorenzo di provare a buttarsi con lui; Giulia chiede ad Andrea di continuare a vedersi anche al di fuori dell'ospedale, ma lui non le risponde, e Lorenzo le dice che probabilmente lui ha un'altra donna. Andrea e Giulia passano una notte insieme e lui le confessa che dopo Agnese non ha avuto nessun'altra donna perché aveva già lei.
Oggi. Andrea rivede Diana Novelli, e lei gli rivela che tra loro non c'è stato niente anche perché quando lei l'ha cercato anni dopo lui aveva già un'altra relazione con una collega. Da queste parole Andrea capisce che Giulia gli si è sempre stata vicino, la raggiunge sulla terrazza, la implora di non andarsene e la bacia.
- Altri interpreti: Federica Girardello (Elisabetta), Sarah Galmuzzi (Daria Carelli), Alberto Boubakar Malanchino (Gabriel Kidane), Lucia Ceracchi (Diana Novelli), Niccolò Ferrero (Vasco), Maria Giulia Zini (Azzurra), Sebastiano Fumagalli (Angelo), Tiziano Ferrari (capo di Vasco e Angelo), Diletta Innocenti Fagni (Flaminia), Alessia Pratolongo (madre di Angelo), Gianmarco Saurino (Lorenzo Lazzarini), Leonardo Trevisan (Pietro), Simona Tabasco (Elisa Russo)
- Ascolti: telespettatori 4 937 000 – share 28,34%.[8]

## Fantasmi
- Diretto da: Nicola Abbatangelo
- Soggetto e sceneggiatura di: Umberto Gnoli

### Trama
Le sedute di terapia con Enrico sembrano avere degli improvvisi effetti collaterali su Doc, che vede messa in discussione la sua capacità di occuparsi dei pazienti. E se Agnese coglie la palla al balzo per stroncare la sua ricerca sul passato, Giulia è convinta che Andrea non debba demordere, nonostante i problemi personali che si trova ad affrontare: in reparto viene infatti ricoverato suo fratello Fabio.
- Altri interpreti: Federica Girardello (Elisabetta), Sarah Galmuzzi (Daria Carelli), Giulio Cristini (Fabio Giordano), Astrid Casali (Marcella), Michele Augusto Magni (marito di Patrizia), Marilena Anniballi (Patrizia Fabbri), Federico Pieri (Fede), Beatrice Grannò (Carolina Fanti), Diego Ribon (Alberto Bramante), Leonardo Trevisan (Pietro).
- Ascolti: telespettatori 5 375 000 – share 25,91%.[9]

## Salto nel buio
- Diretto da: Nicola Abbatangelo
- Soggetto di: Francesco Balletta
- Sceneggiatura di: Francesco Balletta, Francesco Arlanch

### Trama
Doc sa finalmente come rintracciare la donna che sta cercando, ma deve prima trovare il coraggio per farlo. Nel frattempo, in reparto, Riccardo si trova ad affrontare il caso di un indisciplinato personal trainer, mentre Damiano deve fare i conti con il ricovero di una modella, che scopre essere la fidanzata di suo fratello Samuele con i quale non ha rapporti da anni. Un caso che rischia di riportare alla luce antichi rancori familiari.
- Altri interpreti: Luigi Di Fiore (Giorgio Patrizi, padre di Alba), Federica Girardello (Elisabetta), Shi Yang Shi (padre di Lin), Lorenzo De Moor (Samuele Cesconi), Liyu Jin (madre di Lin), Lucia Ceracchi (Diana Novelli), Lorenzo Balducci (Tommy), Sarah Galmuzzi (Daria Carelli), Pepe Lin (Yu, sorella di Lin), Roberta Filannino (Luna), Diego Ribon (Alberto Bramante).
- Ascolti: telespettatori 4 827 000 – share 29,17%.[9]

## Evitarsi
- Diretto da: Nicola Abbatangelo
- Soggetto di: Francesco Arlanch
- Sceneggiatura di: Paolo Piccirillo, Gaia Rispoli, Francesco Arlanch

### Trama
La paura di scoprire il terribile segreto che si annida nei suoi ricordi è troppo forte per Doc. Questo rifiuto della verità, però, lo spinge ad allontanarsi dal suo reparto, con gran sorpresa di Giulia, che deve fare i conti con una paziente che, proprio come Andrea, sembra nascondere qualcosa nel suo passato. Nel frattempo, Enrico deve fronteggiare i continui assalti di Barbara, l’assistente di Doc, che forse nascondono più di una semplice infatuazione.
- Altri interpreti: Michael Marini (Stefano Rota), Irma Ticozzelli (Laura Tempesti), Alberto Bergamini (padre di Stefano), Nicola Adobati (fratello di Stefano), Manuela Parodi (Michela, moglie di Guido), Riccardo Vianello (Guido, fratello di Lia), Martina Limonta (Lia Grimaldi), Renato Solustri (allenatore di pallanuoto), Fabrizio Uberto (esaminatore), Stefano Guerrieri (Eugenio, ex marito di Lia), Diego Ribon (Alberto Bramante).
- Ascolti: telespettatori 5 143 000 – share 24,48%.[10]

## Il fattore umano
- Diretto da: Nicola Abbatangelo
- Soggetto di: Francesco Arlanch
- Sceneggiatura di: Silvia Leuzzi, Francesco Arlanch

### Trama
Il primario viene sfidato dalla direttrice amministrativa a poter trovare la corretta diagnosi di un paziente prima di un team di scienziati che si avvale dell'intelligenza artificiale.
- Altri interpreti: Arianna Scommegna (direttrice sanitaria Marabini), Federica Girardello (Elisabetta), Irma Ticozzelli (Laura Tempesti), Vittorio Viviani (professor Giuliano Galizzi), Nicola Pannelli (proprietario della fabbrica tessile), Valentina Illuminati (Marta Paderni), Alexandra Maiolo (ex alunna di Galizzi), Irene Timpanaro (collega di Marta), Valeria Perdonò (Giorgia Villa), Virgilio Mongelli (Manuel), Renato Solustri (allenatore di pallanuoto), Matteo Cernuta (ex alunno di Galizzi), Diego Ribon (Alberto Bramante).
- Ascolti: telespettatori 4 623 000 – share 27,44%.[10]

## Lontani
- Diretto da: Matteo Oleotto
- Soggetto e sceneggiatura di: Viola Rispoli

### Trama
Le parole di Agnese hanno creato una frattura fra lei e Andrea, che deve fare anche i conti con la lontananza da Giulia, in trasferta a Roma per la sua ricerca. In reparto la situazione è al limite: Teresa deve fare miracoli per trovare un posto per la figlia di Diana, donna rincontrata dopo anni da Andrea, ricoverata nonostante i dubbi della madre. Anche Elisabetta, paziente seguita da Damiano, viene ammessa in reparto dopo alcuni giorni di malessere che potrebbero essere spia di un problema ben più grave.
- Altri interpreti: Federica Girardello (Elisabetta), Irma Ticozzelli (Laura Tempesti), Lucia Ceracchi (Diana Novelli), Simone Moretto (archivista), Danilo Nigrelli (padre di Federico Lentini), Renato Solustri (allenatore di pallanuoto), Simone Gandolfo (Davide), Jacopo Venturiero (Luca, fidanzato di Greta), Barbara Venturato (Greta, figlia di Diana), Sarah Galmuzzi (Daria Carelli), Virgilio Mongelli (Manuel), Leonardo Trevisan (Pietro).
- Ascolti: telespettatori 4 833 000 – share 23,43%.[11]

## La scossa
- Diretto da: Matteo Oleotto
- Soggetto e sceneggiatura di: Francesco Arlanch

### Trama
A causa di una forte scossa di terremoto, Andrea rimane intrappolato in ascensore con Margherita, una donna che deve partorire, e un'ostetrica. Lin teme che sia successo qualcosa alla sua famiglia ma scopre che stanno bene; tuttavia sua madre, indotta dal marito, la tratta con freddezza non facendola salire in casa. Intanto, Federico riesce finalmente ad eseguire una tracheotomia su una paziente. Grazie ad Agnese che è stata molto insistente con loro, i tecnici rimettono in funzione l’impianto e in questo modo l'ascensore riparte.
Durante il tempo trascorso in ascensore Margherita ha partorito, ma lo sforzo dovuto ad un problema di salute costringe Andrea ad un intervento d'urgenza, e la donna subisce una grave ipossia con perdita del battito cardiaco; appena le ante dell'ascensore si riaprono tutti cercano di rianimare la neo-madre, e fortunatamente alla fine la donna si risveglia. Mentre il padre di Federico si mostra finalmente soddisfatto di suo figlio, Giulia e Andrea si scambiano un bacio in ascensore.
- Altri interpreti: Liyu Jin (madre di Lin), Shi Yang Shi (padre di Lin), Eleonora Panizzo (Margherita), Angelo Donato Colombo (compagno di Margherita), Danilo Nigrelli (padre di Federico), Rossana Mortara (Michela), Luigi Imola (Antonio, addetto per il rifornimento farmaci), Vasco Mirandola (Leonida), Serena Limonta (ostetrica), Sarah Galmuzzi (Daria Carelli), Simonetta Guarino (Agostina), Federica Sandrini (Cristina).
- Ascolti: telespettatori 4 660 000 – share 26,34%.[11]

## Legàmi
- Diretto da: Matteo Oleotto
- Soggetto di: Francesco Balletta
- Sceneggiatura di: Francesco Balletta, Francesco Arlanch

### Trama
Giulia è pronta a rinunciare alla ricerca e al primariato a Roma per stare con Andrea, ma quest'ultimo la spinge a continuare e le dice che magari potrebbe essere lui a chiedere il trasferimento per starle vicino.
Al Policlinico viene ricoverata la sorella di Lin che si scopre avere una grave malattia 
- Altri interpreti: Federica Girardello (Elisabetta), Raffaella Antinucci (Alessandra, sorella di Elisabetta), Arianna Scommegna (direttrice sanitaria Marabini), Beatrice Grannò (Carolina Fanti), Liyu Jin (Mei, madre di Lin e Yu), Shi Yang Shi (padre di Lin e Yu), Lorenzo De Moor (Samuele Cesconi), Roberta Filannino (Luna, fidanzata di Samuele), Luigi Imola (Antonio, addetto per il rifornimento farmaci), Pepe Lin (Yu, sorella di Lin), Sarah Galmuzzi (Daria Carelli), Emanuel Iacono (Marco, fidanzato di Yu), Leonardo Trevisan (Pietro).
- Ascolti: telespettatori 5 421 000 – share 25,81%.[12]

## Vivere
- Diretto da: Matteo Oletto
- Soggetto di: Edoardo A. Gino
- Sceneggiatura di: Edoardo A. Gino, Viola Rispoli

### Trama
Giulia deve prendere una decisione sulla sua vita personale che avrà conseguenze anche sulla sua carriera. E mentre Martina affronta l’esame più difficile della sua vita e Damiano si prende cura con delicatezza di Elisabetta, Riccardo si occupa di un caso che lo costringerà a fare i conti con il fantasma di Alba. Lin e Federico, invece, si rimettono all’opera sul database, ma rischiano così di avvicinare Doc alla verità che Agnese gli ha tenuto nascosta.
- Altri interpreti: Luigi Di Fiore (Giorgio Patrizi, padre di Alba), Federica Girardello (Elisabetta), Raffaella Antinucci (Alessandra, sorella di Elisabetta), Lorenzo De Moor (Samuele Cesconi), Roberta Filannino (Luna, fidanzata di Samuele), Luigi Imola (Antonio, addetto per il rifornimento farmaci), Sarah Galmuzzi (Daria Carelli), Virgilio Mongelli (Manuel), Giuseppe Rispoli (docente universitario), Mauro Negri (medico), Leonardo Trevisan (Pietro).
- Ascolti: telespettatori 4 939 000 – share 28,04%.[12]

## Quello che si deve fare
- Diretto da: Matteo Oleotto
- Soggetto e sceneggiatura di: Viola Rispoli

### Trama
2011. Agnese scopre che le restano 6 mesi di vita. Andrea è disperato ed è pronto a tutto pur di salvare sua moglie. Intanto, Lorenzo segue il caso di Gianfranco, un anziano paziente a cui sono state somministrate elevate dosi di benzodiazepine in una RSA. Si scopre che in diverse case di riposo vengono somministrate elevate dosi di benzodiazepine per ridurre il personale. Andrea scopre che a capo di ciò c'è Alberto Bramante, suo ex professore all’università, che gli propone un accordo: se Andrea lascerà perdere ciò che ha scoperto, lui aiuterà a finanziare un progetto di cure sperimentali in America che potrebbero salvare Agnese. Quest'ultima, però, dopo essersi già recata in America, scopre la verità proprio da Bramante e, al suo arrivo, si infuria con Andrea, che, incapace di perdonarsi per essere diventato un corrotto, fa subito ritorno a Milano e si toglie la fede dal dito, cambiando completamente il suo modo di essere e diventando cinico e distaccato: da quel momento, l’uomo ha scelto di far entrare nella sua vita solo la medicina e la crisi con Agnese è degenerata fino a portare alla loro separazione.
Oggi. Terminato il racconto di quella parte di passato da cui Agnese ha provato a proteggerlo, Andrea capisce quanto lei si sia sacrificata per lui e che non lo ha mai né abbandonato né tantomeno tradito: i due, così, finalmente si riappacificano, dichiarandosi nuovamente il proprio amore e tornando insieme.
- Altri interpreti: Fabrizio Costella (Valerio, marito di Maddalena), Micol Damilano (Maddalena Tinali), Marcello Romolo (Gianfranco), Simone Moretto (archivista), Mauro Negri (medico), Sonia Barbadoro (Giorgia), Raffaele Esposito (Marco Sardoni), Gianmarco Saurino (Lorenzo Lazzarini), Diego Ribon (Alberto Bramante).
- Ascolti: telespettatori 5 728 000 – share 27,56%.[13]

## Liberi
- Diretto da: Matteo Oleotto
- Soggetto e sceneggiatura di: Francesco Arlanch

### Trama
Andrea si reca da Bramante nel suo studio per affrontarlo, la discussione degenera e il primo tira uno spintone a Bramante, che picchia la testa sulla scrivania; poco dopo viene ricoverato al policlinico, dove Lentini si accorge che probabilmente ha un ictus. Agnese confessa ad Andrea di avere una recidiva e che ci sono poche speranze di sopravvivere, ma i due, ormai ritrovatisi, decidono di affrontare la cosa insieme. Martina dà le dimissioni e si autodenuncia, poi confessa a Lin e Federico di non essere laureata: Riccardo, scoperto il suo problema, si offre di aiutarla a rifare l'esame. Andrea riesce a curare Bramante e dimostrare la sua innocenza, mentre Agnese pubblica in rete un video che diventa virale in cui, insieme ad Andrea, svela la verità su Bramante e su quanto accaduto anni prima.
Due mesi dopo. Bramante ha perso le elezioni e al suo posto c'è un ottimo medico. Martina trova lavoro in una pizzeria e, con l'aiuto di Riccardo, che nel frattempo è diventato un medico strutturato, finalmente passa l'esame di Patologia Sistematica 3. Federico decide di rimanere a Medicina interna. Andrea dà le dimissioni da primario e prende un’aspettativa per stare vicino ad Agnese, che ha iniziato le nuove cure. Il posto lasciato vacante da Andrea viene offerto a Giulia, che dovrà decidere se restare al Policlinico e diventare il nuovo primario di Medicina interna o se trasferirsi a Roma.
- Altri interpreti: Arianna Scommegna (direttrice sanitaria Marabini), Liyu Jin (Mei, madre di Lin e Yu), Shi Yang Shi (padre di Lin e Yu), Francesca Giovannetti (moglie di Bramante), Pepe Lin (Yu, sorella di Lin), Salvatore Palombi (poliziotto), Sarah Galmuzzi (Daria Carelli), Giuseppe Rispoli (docente universitario), Diego Ribon (Alberto Bramante).
- Ascolti: telespettatori 5 380 000 – share 32,78%.[13]